# 伽利略的苦惱
《伽利略的苦惱》是日本作家東野圭吾的短篇推理小說集，也是「伽利略系列」的第四本小說。在2008年6月於文藝春秋和《聖女的救贖》同時發行單行本，2011年10月發行了文春文庫版。之後陸續有不同語言翻譯的版本。
本作收錄許多和湯川相關的案件。系列前作嫌疑犯X的獻身中，湯川與草薙立場相左，因而不再合作。電視劇原創女主角“內海薰”在《伽利略的苦惱》首章第一次由東野圭吾執筆登場，成為警方與湯川的接觸窗口。人物個性由東野圭吾重新描繪，與電視劇劇版的內海予人的觀感非全然相同。
本作與同系列前作偵探伽利略及預知夢相比，更加彰顯人心的複雜。排解物理疑團無往不利的伽利略因人心難測而苦惱。

## 故事簡介
採用中國大陸「譯林出版社」的翻譯。
關於湯川學、草薙俊平、內海薰等人物請參看「伽利略系列－登場人物」。

### 第一章
- 副標題：墜落（落下る）

一個女人在公寓樓上墜落死亡。死者頭部曾有被鍋子毆打的痕跡，警察懷疑是他殺，交由搜查一課調查。死者的前輩岡崎光也主動到案表示，自己曾造訪死者家裡，離開死者的公寓後就目擊到死者從公寓上墜落，在現場還和披薩店的店員撞上，擁有不在場證明。但薰以死者將郵購的女性內衣包裹放在玄關為由認為岡崎和死者是戀人，從而對刻意隱暪兩人關係的岡崎產生懷疑。但岡崎如何從遠處將死者自樓上樓拋落成為謎團。
這時薰請求草薙讓她前去拜訪以前曾經協助調查的湯川教授，請他再次協助。但湯川看過草薙的介紹信後並沒協助的意思，且執意拒絕薰的請求。當灰心的薰將自己對犯罪手法的假設向湯川提出時，湯川對她說「沒有毫無價值的實驗」，鼓勵她親自證實自己的假設。
薰的實驗引來湯川，最終找出設立墜落機關的方法，但謎團的解答卻不一定是事情的原委。

### 第二章
- 副標題：操縱（操縦る）

過去曾被稱為「金屬魔術師」的前帝都大學助理教授友永幸正久違地邀請過去的學生來家中飲酒。當友永教授離開座位，學生們在談話的時候，友永家的别屋突然著火。住在別屋裡的友永教授的兒子邦宏死在了裡面，警察認為邦宏是死於火災，驗屍後發現邦宏是被刺殺後別屋才著火的。但案發當時別屋是一間密室，而且凶器也找不到，也沒有特定嫌疑人。
擔任搜查的草薙和薰來到現場，發現湯川也在那裡。湯川原本也是參加友永家聚會的學生之一，遲到的他從其他學生口中得知案發的經過。被偶然發生的案件捲入來的湯川，在追尋案件真相的過程中發現真凶如何藉由物理定律操縱機關殺人，以及利用求知精神操縱心理以達成真正目標。

### 第三章
- 副標題：密室（密室る）

湯川受經營旅館的朋友藤村所託，請他前去解決與一宗案件相關的謎團，該謎團由藤村旅館民宿的一個客人在旅館外面掉出護欄跌死而開始的。案發前在晚飯時藤村曾去叫喚死者但無人應答，但死者房間的內側掛上了門鏈，窗戶上也上了鎖。第二次去叫死者時感覺到死者在房內，不久後藤村從其他客人口中得知死者房間的窗戶打開了，去到房間後發現死者失踪，後來發現他已經跌死。藤村根據死者房間的前後狀態認為房間在當時是一間「密室」，所以才委託湯川前來調查，藤村夫妻的態度卻前後反覆。湯川推理出，密室的形成既有障目的實體機關，也有不可言說的心理誤導。於是在物理上解除藤村的密室之謎的同時，也順道解決了心理上的疑惑與猶豫。

### 第四章
- 副標題：指示（指標す）

一個老婆婆被人所殺，家中收藏的金條也被偷走，而且案發當時死者所養的狗也失踪了。搜查當中發現當日有去過死者家裡的真瀨貴美子有嫌疑，但卻找不到證據，搜查進入迷宮。這時和同僚岸谷一起監視真瀨家的薰看到貴美子的女兒葉月獨自一人出門，並行徑怪異，於是尾隨她至非法棄置垃圾的地方，在那裡他們在廢棄洗衣機裡面發現了死者失踪的狗的屍體。
葉月聲稱靠尋水術找出死者的狗所在地。但薰雖親眼得見卻仍覺得難以置信，於是求教於湯川。湯川讓薰把葉月帶到面前以確認真偽，以言詞間的邏輯便得出了葉月尋水術的真相。狗屍成為破案關鍵，湯川也向薰昭示了科學家對神秘學的態度。

### 第五章
- 副標題：擾亂（攪乱す）

某天一封信寄到了警視廳，自稱為「惡魔之手」的寄信人聲稱自己可以隨心所欲葬送任何人的性命。警察一時間也搞不清信的內容是惡作劇還是真的預告信。但信中提到了T大學的Y副教授的名字，草薙由此聯想到湯川，於是給他打電話。然而湯川表示類似的信也寄到了他手中。這是犯人向湯川發出的挑戰書。警方對犯人的身份與毫無頭緒之際，「惡魔之手」開始出動。
之後「惡魔之手」發出預告並開始以神奇的方法殺人，極盡所能將警察與大眾玩弄於股掌之中，警察似乎毫無還手之力。然而憑著湯川的推理和薰的執著，生活被擾亂的物理學家推測出凶手擾亂他人致死的手法，並罕見的採取行動。凶手將備受擾亂的生涯指向自以為是的源頭。

## 登場人物
第一章
- 江島 千夏（Ejima Chika）

公寓墜樓案的死者，任職於銀行。
- 岡崎 光也（Okazaki Mitsuya）

大型家具店的營業員，是死者江島大學時的網球同好會的前輩。案發前為了拿床的目錄給江島才上去江島的家。
- 三井 禮治（Mitsui Reiji）

「哆來咪披薩店」的外賣店員。案發前到事發公寓送外賣，墜樓發生時恰與岡崎擦身而過。
第二章
- 友永 幸正（Tomonaga Yukimasa）

前帝都大學助理教授，有「金屬魔術師」之稱，死者的父親。兒子邦宏是過世前妻所生，女兒奈美惠則是過世的繼室帶來的孩子。如今因中風的後遺症要靠輪椅代步。
- 新藤 奈美惠（Shindou Namie）

幸正前同居人之女，一直在體弱的幸正身邊照顧他，卻沒有收養關係。
- 友永 邦宏（Tomonaga Kunihiro）

幸正和前妻的兒子，品行極度惡劣。本案的死者。
- 紺野 宗介（Konno Sousuke）

奈美惠的男朋友。因奈美惠家裡的事而一直不能和她結婚。
第三章
- 藤村 伸一（Fujimura Shinichi）

湯川和草薙的朋友，旅館老闆。原本是商社人士，通過草薙得知湯川協助破案的事蹟，委託湯川前來解開旅館發生的「密室」之謎。
- 藤村 久仁子（Fujimura Kuniko）

藤村的妻子。雙親因泥石流意外而過身，之前曾在俱樂部打工，3年前和藤村交往親密繼而結婚。
- 祐介（Yuusuke）

久仁子的弟弟，在觀光協會工作。
- 原口 清武（Haraguchi Kiyotake）

藤村的旅館的住客，從自己的房間神秘失踪後，被發現跌死。
第四章
- 真瀨 葉月（Mase Hazuki）

中學生。靠一條可以「解答一切」的水晶鍊子指引自己的行動。
- 真瀨 貴美子（Mase Kimiko）

保險公司的推銷員，葉月的母親。自三年前丈夫過世後，一手將女兒葉月養大。
- 碓井 俊和（Usui Toshikazu）

貴美子的上司。在工作方面給予貴美子照顧，私下和她也是戀人關係。
- 野平 加世子（Nohira Kayoko）

案中被害的老婆婆，擁有丈夫留給她的金條。
第五章
- 惡魔之手

向湯川和警方挑戰的神秘男人。
- 上田 重之（Kamida Shigeyuki）

是個老經驗的作業員，但卻在大樓高空作業時墜落身亡。他是「惡魔之手」一開始親手殺害的人。
- 石塚 清司（Ishizuka Seiji）

在首都高速道路駕駛中車禍死亡。他也是「惡魔之手」的手下亡魂之一。
- 高藤 英治（Takatou Eiji）

在企業的研發部門工作，因人事變動而被調出研發部，個人不能接受而辭職。
- 川田 由真（Kawata Yuma）

高藤的女友。

## 出版書籍
| 出版社         | 出版日期       | 格式   | 頁數  | ISBN                   | 譯者   |
| -------------- | -------------- | ------ | ----- | ---------------------- | ------ |
| 文藝春秋       | 2008年10月23日 | 單行本 | 344頁 | ISBN 978-4-16-327620-5 | 不適用 |
| 當代世界出版社 | 2009年9月1日   | 精裝書 | 363頁 | ISBN 978-750-900537-8  | 原斌   |
| 獨步文化       | 2009年12月11日 | 平裝書 | 304頁 | ISBN 978-986-656-237-2 | 葉韋利 |
| 當代世界出版社 | 2010年7月1日   | 平裝書 | 251頁 | ISBN 978-750-900633-7  | 原斌   |
| 泰国           | 2010年9月      | 平裝書 | 278頁 | ISBN 978-974-475-345-8 |        |
| 朝鮮 (地區)    | 2010年11月10日 | 平裝書 | 408頁 | ISBN 978-899-098239-1  |        |
| 譯林出版社     | 2011年9月1日   | 平裝書 | 287頁 | ISBN 978-754-472288-9  | 原斌   |
| 文藝春秋       | 2011年10月23日 | 文庫本 | 384頁 | ISBN 978-4-16-711013-0 | 不適用 |
| 接力出版社     | 2014年6月16日  | 平裝書 | 243頁 | ISBN 978-754-483395-0  | 原斌   |

## 電視劇
本書籍的五個短篇皆有改編成電視劇。電視劇特別篇「神探伽利略Φ」改編自本作的「墜落」和「操縱」兩個短篇。而「密室」、「指示」、「擾亂」改編的電視劇收錄在「神探伽利略2」。

## 外部連結
- （日語）
- （繁體中文） 豆瓣讀書：伽利略的苦惱（譯林出版社）（页面存档备份，存于）